# Партия Альберты
Партия Альберты (фр. Parti de l'Alberta, Parti albertain), формально Политическая ассоциация партии Альберты (фр. L'Association politique du Parti albertain) — политическая партия в провинции Альберта, Канада. Партия описывает себя как центристская и прагматическая партия, которая не придерживается догматически идеологических взглядов на политику.

## История
Партия Альберты возникла в начале 1980-х как союз небольших сепаратистских политических партий. Правая сторона политического спектра Альберты была раздроблена партиями, порождёнными Национальной энергетической программой, и чувством, что премьер Питер Лохид мало что сделал для предотвращения экономического коллапса, который она якобы вызвала. Некоторые из этих партий уже добились небольшого успеха в получении мест в Законодательном собрании Альберты, хотя на всеобщих выборах 1982 года Social Credit, Движение за реформы Альберты и Концепция Западной Канады потеряли свое представительство в Законодательном собрании. Партия «Наследие» Альберты, Представительская партия Альберты и Конфедерация регионов были основаны в предыдущие годы, что в 1985 году составило в общей сложности пять партий справа от прогрессивных консерваторов.
30 октября 1990 года этот альянс партий уступил место созданию новой политической партии — Альянс-партии Альберты. Это изменение ознаменовало переход от попыток создать коалицию партий к полному участию в избирательной политике. Партия участвовала в двух дополнительных выборах и выставила несколько кандидатов на всеобщие выборы 1993 года, но в каждом случае получала лишь небольшой процент голосов избирателей. Партия не участвовала в выборах местных выборах 1997 года.
В 1998 году Партия Альянса последовала примеру Партии Саскачевана и Партии Манитобы, изменив своё название на Политическую ассоциацию партии Альберта или для краткости Партия Альберты. 
Незадолго до выборов 2004 года Партия Альберты попыталась слиться с партией Альберта Альянс (организация, отличная от старой Альянс-партии Альберты). Объединенная партия приняла бы платформу партии Альберты, а провинциальный совет партии Альберты получил бы места в провинциальном совете Альберта. Сделка сорвалась, потому что Партия Альберты не согласилась отменить регистрацию названия партии Альберта. 1 октября 2004 года, незадолго до всеобщих выборов, партия сократила своё зарегистрированное название до «Партия Альберты» от «Политической ассоциации партии Альберты». При этом подъём созданной на базе Альянса Альберты правоконсервативной Партии шиповника привёл к идеологическому смещению партии Альберты к центризму.
На выборах 2004 года партия получила в общей сложности 2 485 голосов, или 0,3% от общего числа голосов в провинции. Партия выдвинула одного кандидата, Маргарет Сонтер, на выборах 3 марта 2008 года. Саунтер заняла последнее место из шести кандидатов в Эдмонтон-Центре.